# Smith & Wesson Elite Series
Smith & Wesson Elite Series є переламними рушницями компанії Smith & Wesson, які випускали з 2007 по 2010 роки. Зброю випускали на заводі Smith & Wesson у Туреччині.

## Історія
У листопаді 2006 року компанія Smith & Wesson анонсувала своє повернення на ринок дробовиків представивши свої рушниці Elite Series та серії 1000 у 2007 році на SHOT Show. Обидві серії випускали у Туреччині.
Рушниці Elite Series були представлені у двох варіантах:
- Elite Gold – 20 калібр, горизонтальне розташування стволів, довжина стволів 66 або 71 см
- Elite Silver – 12 калібр, вертикальне розташування стволів, довжина стволів 66, 71 або 76 см

Smith & Wesson продавали Elite Series з програмою "Гарантія на реліквію", першу в своєму роді у галузі вогнепальної зброї. Гарантія надає як оригінальному покупцеві, так і вибраному покупцем спадкоємцю довічну гарантію на всі рушниці серії Elite.
26-дюймова Срібна рушниця знята з виробництва у 2008 році. Вся Elite Series була знята з виробництва у середині 2010 року.